# Winifred Wagner
Winifred Williams Wagner (Hastings, 23 giugno 1897 – Überlingen, 5 marzo 1980) fu la moglie di Siegfried Wagner, figlio del compositore Richard Wagner, e, dopo la morte del marito nel 1930, la direttrice del Festival wagneriano di Bayreuth.

## Biografia

### Infanzia
Winifred rimase orfana all'età di quattro anni e, dopo otto anni in cui venne affidata a varie famiglie, venne adottata da un lontano parente tedesco della madre, il pianista Karl Klindworth, amico e ammiratore di Richard Wagner. Il padre adottivo fu quindi colui che le insegnò ad apprezzare la musica wagneriana, ed ella crebbe nella venerazione per il Maestro.

### Matrimonio
Negli anni immediatamente precedenti la prima guerra mondiale, l'annuale Festival di Bayreuth, dedicato alla messa in scena esclusivamente delle opere maggiori di Richard Wagner e che si svolgeva nel teatro fatto appositamente costruire da Wagner, era ancora gestito interamente dalla famiglia Wagner, e cioè dalla vedova, Cosima, e dal figlio Siegfried. Quest'ultimo avrebbe dovuto passare il testimone alla sua morte ai propri figli, ma, giunto all'età di 45 anni, mostrava scarsa propensione al matrimonio a causa della sua segreta omosessualità. Era allora in corso una diatriba familiare che opponeva da un lato Isolde (la prima figlia di Wagner) e Cosima, che vista la mancanza di discendenti diretti di Siegfried desideravano che la guida del festival venisse ereditata dal figlio di quest'ultima, Wilhelm Franz, e dall'altro il resto della famiglia, principalmente l'altra figlia Eva e suo marito Houston Stewart Chamberlain, che si opponevano all'abbandono della discendenza maschile. Per sanare il diverbio Siegfried accettò di sposarsi. Venne allora organizzato un incontro con l'allora diciassettenne Winifred Klindworth al Festival del 1914. Il matrimonio fu celebrato un anno dopo, il 22 settembre 1915. Come la famiglia aveva sperato, da esso nacquero quattro figli, Wieland (1917-1966), Friedelinde (1918-1991), Wolfgang (1919-2010) e Verena (1920).

### Adolf Hitler
Nel 1923, Winifred incontrò per la prima volta Adolf Hitler, da sempre ammiratore della musica di Wagner, a questa data ancora un politico noto esclusivamente nell'ambiente monacense e bavarese. Affascinata dalla sua personalità, Winifred divenne una delle sue prime sostenitrici: quando Hitler fu incarcerato per il fallito tentativo di putsch del 9 novembre 1923 a Monaco, ella si recò spesso a trovarlo. Secondo una storia inventata anni dopo dalla figlia di Winifred, le avrebbe addirittura fornito la carta su cui il futuro dittatore nazista avrebbe scritto il suo libro, Mein Kampf . In seguito, verso la fine degli anni trenta, svolse per lui le veci di interprete durante i negoziati con l'Inghilterra.
Il suo entusiasmo era totalmente condiviso dal marito, come dimostra la lettera insolitamente lunga che Adolf Hitler scrisse proprio a Siegfried nel 1924, ringraziando sentitamente il musicista e sua moglie (Winifred) per il loro costante appoggio morale ed economico. 
Quando nel 1976 si seppe dell'esistenza di tale missiva, l'allora direttore artistico del Festival, il figlio di Winifred Wolfgang, si arrabbiò moltissimo con la madre per il fatto di non averla nascosta per sempre. In realtà, sembra che Winifred avesse fatto trapelare apposta, tramite la sua archivista Gertrud Strobel, la lettera e il suo contenuto proprio per discolparsi parzialmente dalla verità sino allora "ufficiale" sulla famiglia Wagner e sul Festival, ossia che solo lei, Winifred, era stata ardente e non pentita ammiratrice del dittatore tedesco. Oggi, in realtà, è ben nota la fervente passione che sia Wieland, sia Wolfgang, sia Verena provarono a suo tempo, in parte anche per motivi opportunistici, per quello che in casa si definiva affettuosamente "zio Wolf".
Siegfried Wagner morì improvvisamente il 4 agosto 1930. Winifred, avuta la meglio sull'unica cognata superstite, Eva, assunse la guida del Festival, da lei retto fino alla fine della seconda guerra mondiale.

### Bayreuth nel Terzo Reich
Il Festival di Bayreuth fu abbondantemente sovvenzionato dal regime nazista, che lo fece diventare una specie di "fiore all'occhiello" delle attività culturali dello Stato. Regolarmente, ogni estate, Hitler e i più alti gerarchi, come Joseph Goebbels, Ministro per la Propaganda, si presentavano a Haus Wahnfried, per essere accolti dalla "signora di Bayreuth", come veniva chiamata Winifred.